# عصام حمزة
أستاذ الدراسات اليابانية بكلية الآداب جامعة القاهرة، ولد بمحافظة دمياط عام 1956، حصل على ليسانس الآداب من قسم اللغة اليابانية وآدابها بكلية الآداب جامعة القاهرة عام 1978، ماجستير في الآداب من كلية الآداب جامعة أوساكا عام 1982، شهادة إتمام مرحلة الدراسات العليا (الدكتوراه) جامعة أوساكا عام 1987، دكتوراه الآداب جامعة أوساكا 1991، أشرف على العديد من الأبحاث الخاصة باللغة اليابانية والشأن الياباني وله العديد من الإصدارات والمؤلفات بالعربية والإنكليزية واليابانية.